# Lý Thường Kiệt
Lý Thường Kiệt (chữ Hán: 李常傑; 1019 – 1105) là một nhà quân sự, nhà chính trị rất nổi tiếng vào thời nhà Lý nước Đại Việt. Ông làm quan qua 3 triều Lý Thái Tông, Lý Thánh Tông, Lý Nhân Tông và đạt được nhiều thành tựu to lớn, khiến ông trở thành một trong hai danh tướng vĩ đại nhất nhà Lý, bên cạnh Lê Phụng Hiểu.
Trong lịch sử Việt Nam, ông nổi bật với việc chinh phạt Chiêm Thành (1069), đánh phá 3 châu Khâm, Ung, Liêm nước Tống (1075–1076), rồi đánh bại cuộc xâm lược Đại Việt của quân Tống do Quách Quỳ, Triệu Tiết chỉ huy. Đặc biệt, trận chiến ở ba châu Khâm, Ung, Liêm đã khiến tên tuổi của ông vang dội ra khỏi Đại Việt và được biết đến ở đất Tống.
Năm 2013, Bộ Văn hóa, Thể thao và Du lịch liệt ông vào một trong 14 vị anh hùng dân tộc tiêu biểu nhất trong lịch sử Việt Nam.
Con tàu chiến USS Chincoteague (AVP-24) trong những năm 1972 - 1975 được mang tên là RVNS Lý Thường Kiệt (HQ-16), để vinh danh ông.

## Thân thế

### Dòng dõi
Ông vốn là người phường Thái Hòa (太和坊) của thành Thăng Long, theo Hoàng Xuân Hãn thì Thái Hòa cũng là tên một núi nhỏ ở phía Tây trong thành Thăng Long, bây giờ, ở phía nam đê Bách Thảo, gần chỗ rẽ xuống trường đua ngựa. Họ gốc của Lý Thường Kiệt vốn không phải họ Lý, vì ông được ban quốc tính mới được mang họ Lý. Họ gốc của ông, hiện có hai thuyết lớn gây tranh cãi:
- Họ Ngô: thuyết này dựa theo "Phả hệ họ Ngô Việt Nam" cùng "Thần phổ Lý Thường Kiệt" do Nhữ Bá Sĩ soạn vào thời nhà Nguyễn. Theo cứ liệu này, nguyên danh của ông là Ngô Tuấn (吳俊), biểu tự Thường Kiệt (常傑), sau được ban quốc tính nên có tên là Lý Thường Kiệt. Ông là con của Sùng Tiết tướng quân Ngô An Ngữ, cháu của Sứ quân Ngô Xương Xí và chắt của Thiên Sách vương Ngô Xương Ngập – con trai trưởng của Ngô Quyền[5]. Thuyết này được nhìn nhận phổ biến nhất, tuy nhiên lại bị xem là "thuyết mới", vì thời gian của cứ liệu đều còn non, một cuốn phả hệ không rõ nguồn gốc và một thần phổ soạn vào tận thời Nguyễn.
- Họ Quách: thuyết này dựa theo bia "An Hoạch Báo Ân tự bi ký" (lập năm 1100)[6][7] và bia "Cồ Việt quốc Thái úy Lý công thạch bi minh tính tự" (lập năm 1159), đây đều là hai bia gốc thời nhà Lý và bản dịch hiện có trong cuốn "Văn bia thời Lý-Trần" của Lâm Giang, Phạm Văn Thắm và Phạm Thị Hoa. Theo thông tin của cả hai bia, thì Lý Thường Kiệt vốn họ Quách, tên Tuấn, biểu tự Thường Kiệt rất tương tự với thông tin của [thuyết họ Ngô]. Theo thông tin của bia, quê ông là làng An Xá, huyện Quảng Đức (Cơ Xá, huyện Gia Lâm ngày nay), và có lẽ sau này mới cải tịch thành phường Thái Hòa như Toàn thư ghi nhận. Cha ông làm Thái úy đời Lý Thái Tông, có hai tên khác nhau, theo Đại Việt sử lược chép là Thái úy Quách Thịnh Ích (郭盛謚), còn An Nam chí lược thì chép là Thái úy Quách Thịnh Dật (郭盛溢)[8], quê ở huyện Câu Lậu, Tế Giang (nay thuộc huyện Mỹ Văn, Hưng Yên). Sau được Hoàng đế ban quốc tính, vì vậy Quách Tuấn mới có tên là Lý Thường Kiệt. Theo văn bia của Thái úy Đỗ Anh Vũ, thì cha của Anh Vũ gọi Lý Thường Kiệt là cậu ruột.[9]

Sử sách Trung Quốc thường chép [Thường Kiệt] là Lý Thường Cát hoặc Lý Thượng Cát. Trong gia đình, ông có một người em tên Lý Thường Hiến (李常憲). Có lẽ cũng như anh, "Thường Hiến" là biểu tự chứ không phải tên thực; thông lệ từ xưa thì biểu tự có ý nghĩa tương đồng hoặc trái nghĩa với tên thực và dùng để gọi bên ngoài như một hiểu hiện của sự lịch sự, chỉ có trong nhà mới gọi tên thực.

### Gia thế
Theo nhận xét của sách Đại Việt sử ký toàn thư, nhà của ông nối đời làm quan theo thức thế tập, tức là truyền chức này vĩnh viễn qua các đời, do đó có thể thấy gia đình của ông là một nhà quan lại có gốc gác bền vững. Từ nhỏ Lý Thường Kiệt đã tỏ ra là người có chí hướng và nghị lực, chăm học tập, rèn luyện cả văn lẫn võ, từng nghiên cứu về binh pháp.
Cũng do hai nguồn khác nhau, nên chức vụ cha của Lý Thường Kiệt cũng khác nhau. Sách Việt điện u linh tập cùng với [nguồn họ Ngô] đều ghi cha của Lý Thường Kiệt tên An Ngữ, và là một "Sùng ban Lang tướng". Sách An Nam chí lược trong quan chế đời Lý có hai tên Sùng ban và Lang tướng, nhưng chính sách ấy chép hai tên này rời nhau. Có lẽ "Sùng ban Lang tướng" là "Lang tướng thuộc Sùng ban", vì ngay trong sách Chí lược cũng có ghi một chức tên "Vũ nội Lang tướng", nhưng không rõ hai chức vụ này có địa vị thế nào trong triều đình. Còn như [nguồn họ Quách] thì Lý Thường Kiệt là con của Quách Thịnh Ích, là một Thái úy, do đó vị thế có khác biệt.
Bia Nhữ Bá Sĩ chép về hành trạng thời trẻ có phần huyền thoại của Lý Thường Kiệt như sau:
| “                                                                              | Khoảng niên hiệu Thiên Thành, đời Lý Thái Tông, cha đi tuần biên địa, ở Tượng Châu thuộc Thanh Hóa, bị bệnh rồi mất vào năm Tân Mùi (1031). Thường Kiệt bấy giờ mười ba tuổi, đêm ngày thương khóc không dứt. Chồng của người cô là Tạ Đức thấy thế, đem lòng thương và dỗ dành. Nhân đó hỏi ông về chí hướng, ôn g trả lời: "Về văn học, biết chữ để ký tên là đủ. Về võ học, muốn theo Vệ Thanh, Hoắc Khứ, lo đi xa vạn dặm để lập công, lấy được ấn phong hầu, để làm vẻ vang cho cha mẹ. Đó là sở nguyện". Tạ Đức khen là có chí khí, bèn gả cháu gái tên là Tạ Thuần Khanh cho ông, và dạy cho học các sách binh thư họ Tôn, họ Ngô. Thường Kiệt đêm ngày học tập. Đêm đọc sách, ngày tập bắn cung, cưỡi ngựa, lập doanh, bày trận. Các phép binh thư đều thông hiểu cả. Tạ Đức lại khuyên đọc sách nho. Thường Kiệt rất chịu gắng công học tập, nên chóng thành tài. Năm ông 18 tuổi (1036), mẹ mất. Hai anh em lo đủ mọi lễ tống táng. Trong khi cúng tế, hễ có việc gì, cũng tự tay mình làm. Lúc hết tang, nhờ phụ ấm, Thường Kiệt được bổ chức "Kỵ mã hiệu úy", tức là một sĩ quan nhỏ về đội quân cưỡi ngựa. | ” |
| — Trích từ bia Nhữ Bá Sĩ, bản dịch từ sách "Lý Thường Kiệt" của Hoàng Xuân Hãn | |   |

Học giả Hoàng Xuân Hãn khi trích lại nội dung từ bia Nhữ Bá Sĩ, cũng có nhận xét:"Đoạn trên này, chép theo bia NBS (chú: Nhữ Bá Sĩ), là một bia mới dựng đời Tự Đức. Chắc rằng Nhữ Bá Sĩ chép theo thần phổ. Thần phổ phần nhiều là lời chép tục truyền hay lời bịa đặt, ta không thể hoàn toàn tin những chi tiết quá rõ ràng chép trong thần phổ. Nhưng sự giáo dục Thường Kiệt kể trên đây là hợp với những điều ta còn biết về đời nhà Lý".

## Sự nghiệp

### Dưới triều Thái Tông và Thánh Tông

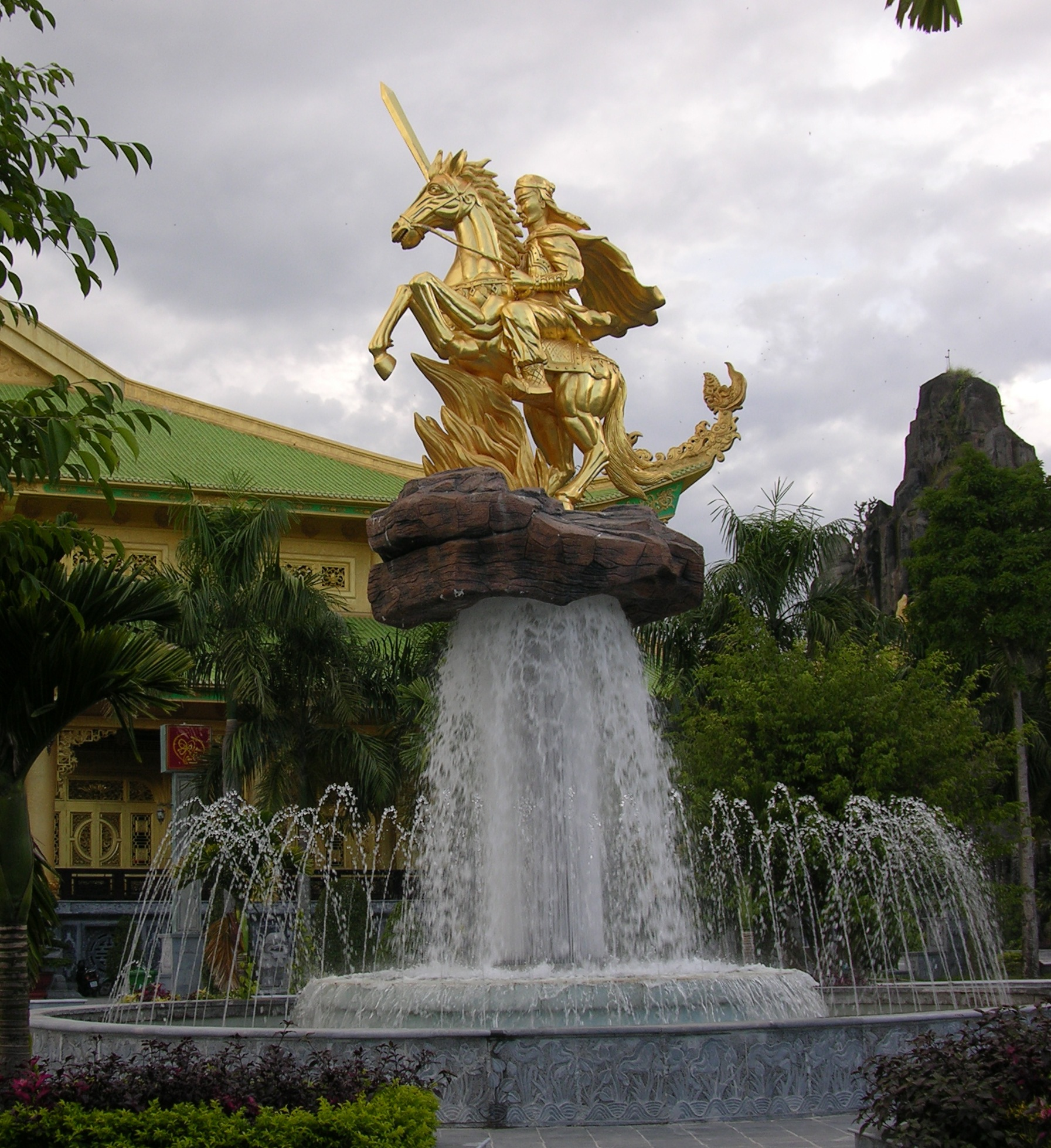
Tượng Lý Thường Kiệt trong Đại Nam Quốc Tự.

Năm 1041, Thường Kiệt còn ít tuổi, vì vẻ mặt tươi đẹp được sung làm Hoàng môn Chi hậu (黄门祗候), một chức hoạn quan theo hầu Lý Thái Tông. Trong 12 năm làm nội thị trong triều, danh tiếng của Thường Kiệt ngày càng nổi. Năm 1053, ông được thăng dần đến chức Nội thị sảnh Đô tri (内侍省都知), khi năm 35 tuổi.
Năm 1054, Thái tử Lý Nhật Tôn kế vị, sử gọi là Lý Thánh Tông. Dưới triều Thánh Tông, Thường Kiệt lên chức Bổng hành quân Hiệu úy, một chức quan võ cao cấp. Ông thường ngày ở cạnh vua, thường can gián. Vì có công lao, ông được thăng làm Kiểm hiệu Thái bảo.
Năm 1061, người Man ở biên giới Tây Nam quấy rối. Sách Việt điện u linh, chuyện về Lý Thường Kiệt có chép như sau:"Gặp lúc trong nước, ở cõi
Tây Nam, dân nổi lên chống các thuộc lại, dân Man Lào lại hay tới quấy rối. Vua thấy ông siêng năng, cẩn thận, khoan hồng bèn sai ông làm Kinh phỏng sứ vào thanh tra vùng Thanh Hóa, Nghệ An, vào trao quyền tiện nghi hành sự. Ông phủ dụ dân khôn khéo, nên tất cả năm châu, sáu huyện, ba nguồn, hai mươi bốn động đều quy phục và được yên ổn".
Về việc loạn này, trong sách Đại Việt sử ký toàn thư không thấy chép. Duy chỉ sách Việt sử lược có biên rằng: "Năm 1061, Ngũ Huyện Giang ở Ái Châu nổi loạn". Ngũ Huyện Giang là tên một vùng thuộc phủ Thanh Hóa. Đời Tiền Lê và đời Lý thường dùng tên sông mà gọi đất có sông ấy, ví dụ Bắc Giang Lộ, Đà Giang Lộ. Theo hai bia đời Lý, là bia chùa Hương Nghiêm và mộ chí Lưu Khánh Đàm, Ngũ Huyện Giang chắc ở Thanh Hóa, là sông Mã ngày nay. Bấy giờ Thường Kiệt đã 43 tuổi, và đây là lần đầu tiên ông có một quân công đáng kể.
Tháng 2 năm 1069, ông theo vua Thánh Tông đi đánh Chiêm Thành. Thường Kiệt làm tiên phong đi đầu, truy bắt được vua Chiêm là Chế Củ. Cuối cùng, Chế Củ phải chịu hàng, dâng 3 châu để được tha về nước. Vì có công trong cuộc chiến với Chế Củ, Thường Kiệt được ban quốc tính và từ đó ông chính thức được gọi là Lý Thường Kiệt. Bên cạnh vinh dự này, ông còn được hưởng tước và chức đáng kể, được thụ phong làm Phụ quốc Thái phó (輔國太傅), kiêm các hàm như Dao thụ chư trấn Tiết độ (遙授諸鎮節度), Đồng trung thư môn hạ (同中書門下), Thượng trụ quốc (上柱國), Thiên tử nghĩa đệ (天子義弟) cùng Phụ quốc thượng tướng quân (輔國上将軍).
Với danh xưng "Thiên tử nghĩa đệ", Lý Thường Kiệt đã bán chính thức dự vào hàng quốc thích, và ông còn nhận được tước Khai quốc công (開國公).

### Phụ chính Lý Nhân Tông
Năm 1072 Lý Thánh Tông qua đời, Thái tử Càn Đức mới 7 tuổi lên ngôi, sử gọi là Lý Nhân Tông. Thái sư đầu triều là Lý Đạo Thành tôn Hoàng hậu Dương thị làm Hoàng thái hậu, buông rèm cùng nghe chính sự. Mẹ đẻ của Nhân Tông là Thái phi Ỷ Lan không được dự vào việc triều đình, bèn dựa vào Lý Thường Kiệt để nắm lấy quyền nhiếp chính. Lý Thường Kiệt khi đó làm Đô úy, chức vụ ở dưới Lý Đạo Thành.
Tháng 6 năm 1072, tức là 4 tháng sau khi Nhân Tông lên ngôi, Nhân Tông ra chỉ phế truất Thượng Dương Thái hậu, giam Thái hậu cùng 72 Thị nữ trong lãnh cung và bắt chôn theo Thánh Tông. Có thể thấy, ngoài tác động của Ỷ Lan ở bên trong với Nhân Tông còn có vai trò của võ tướng Lý Thường Kiệt.
Sau đó, Lý Đạo Thành bị giáng chức làm "Tả Gián nghị đại phu" và bị biếm truất ra trấn thủ Nghệ An. Hoàng thái phi Ỷ Lan, sau cái chết của Dương Thái hậu thì chính thức được tôn làm Hoàng thái hậu. Theo ý kiến của Hoàng Xuân Hãn, việc xử chết Dương Thái hậu và giáng chức Đạo Thành, một mình Ỷ Lan không thể thực hiện mà có vai trò của Lý Thường Kiệt, người nắm quân đội trong tay, trong khi Lý Đạo Thành vốn là quan văn và tuổi tác đã cao. Từ đó Lý Thường Kiệt giữ vai trò phụ chính trong triều đình Đại Việt.

### Chiến tranh với Tống

#### Tiên phát chế nhân

Bản đồ minh họa các mũi tiến công chinh phạt Ung Châu.

Năm 1075, Vương An Thạch cầm quyền chính nhà Tống, tâu với vua Tống là Đại Việt bị Chiêm Thành đánh phá, quân còn sót lại không đầy vạn người, có thể dùng kế chiếm lấy được. Vua Tống sai Thẩm Khởi, và Lưu Di làm tri Quế Châu ngầm dấy binh người Man động, đóng thuyền bè, tập thủy chiến, cấm các châu huyện không được mua bán với Đại Việt.
Thái hậu Ỷ Lan biết tin, sai ông và Tôn Đản đem hơn 100.000 quân đi đánh. Quân bộ gồm 60.000 người do các tướng Tôn Đản, Thân Cảnh Phúc, Lưu Kỷ, Hoàng Kim Mãn, Vi Thủ An chỉ huy, tổng chỉ huy là Tôn Đản. Bộ binh tập trung ngay ở các châu Quảng Nguyên, Môn (Đông Khê), Quang Lang, Tô Mậu rồi tràn sang đánh các trại Vĩnh Bình, Thái Bình, Hoành Sơn, châu Tây Bình, Lộc Châu. Một cánh quân khác đóng gần biên giới Khâm châu cũng kéo tới đánh các trại Như Hồng, Như Tích và Đề Trạo, "quân ta tới đâu như vào nhà trống không người".
Lý Thường Kiệt chỉ huy 40.000 quân thủy cùng voi chiến đi đường biển từ châu Vĩnh An (Quảng Ninh) đổ bộ lên đánh các châu Khâm, Liêm; Tông Đản vây châu Ung. Ngày 30 tháng 12 năm 1075, quân Đại Việt tiến chiếm thành Khâm Châu, bắt toàn bộ quan quân nhà Tống mà không phải giao chiến một trận nào. Ba ngày sau, 2 tháng 1 năm 1076, Liêm Châu cũng thất thủ.
Khi được tin hai châu Khâm, Liêm đã mất, nhà Tống rất hoang mang, lo ngại, các tướng ở địa phương bối rối. Ty Kinh lược Quảng Nam tây lộ vội vã xin viện binh: 20.000 quân, 3.000 con ngựa, xin thêm khí giới, đồ dùng và một tháng lương, và xin được điều động các dân khê động, tất cả lấy dọc đường từ Kinh châu đến Quảng Tây. Để điều khiển quân được mau chóng, ty ấy cũng xin dời đến thành Tượng, gần phía bắc Ung Châu.
Trong lúc bối rối, triều đình Tống đối phó rất lúng túng. Vua Tống cách chức Lưu Di và sai Thạch Giám thay coi Quế Châu và làm Kinh lược sứ Quảng Tây.
Trên các mặt trận, quân Đại Việt hoàn toàn làm chủ. Lý Thường Kiệt cho đạo quân ở Khâm và Liêm Châu tiến lên phía Bắc. Đạo đổ bộ ở Khâm Châu kéo thẳng lên Ung Châu. Đường thẳng dài chừng 120 cây số, nhưng phải qua dãy núi Thập Vạn. Còn đạo đổ bộ ở Liêm Châu tiến sang phía đông bắc, chiếm lấy Bạch Châu, dường như để chặn quân tiếp viện của Tống từ phía đông tới. Hẹn ngày 18 tháng 1 năm 1076, hai đạo quân sẽ cùng hội lại vây chặt lấy Ung Châu.
Ung Châu là một thành lũy kiên cố, do tướng Tô Giám cùng với 2.800 quân cương quyết cố thủ.
Đô giám Quảng Tây nhà Tống là Trương Thủ Tiết đem quân đến cứu. Lý Thường Kiệt đón đánh ở cửa ải Côn Lôn (nay thuộc thành phố Nam Ninh, khu tự trị Quảng Tây) phá tan được, chém Trương Thủ Tiết tại trận.
Tri châu Ung là Tô Giám cố thủ không hàng. Quân Đại Việt đánh đến hơn 40 ngày. Sau cùng quân Việt dùng hỏa công, bắn các chất cháy như nhựa thông vào thành, trong thành thiếu nước, không thể chữa được cháy. Cuối cùng quân Đại Việt bắt dân Tống chồng bao đất cao đến hàng trượng để họ trèo lên thành. Ngày thứ 42, thành bị hạ, tướng chỉ huy Tô Giám tự thiêu để khỏi rơi vào tay quân Đại Việt. Thường dân trong thành không chịu hàng nên bị quân nhà Lý giết hết hơn 58.000 người, cộng với số người chết ở các châu Khâm, Liêm thì đến hơn 100.000, tuy nhiên quân Đại Việt cũng tổn thất đến 10.000 người và nhiều voi chiến.
Lý Thường Kiệt chiếm xong thành Ung, lại lấy đá lấp sông ngăn cứu viện rồi đem quân lên phía Bắc lấy Tân Châu. Viên quan coi Tân Châu nghe thấy quân Đại Việt kéo gần đến thành liền bỏ thành chạy trốn. Mục tiêu hoàn thành, Lý Thường Kiệt cho rút quân về.
Lý Thường Kiệt bắt sống người ba châu ấy đem về nước. Nhà Lý cho những người phương bắc đó vào khai phá vùng Hoan - Ái (Thanh - Nghệ).

#### Phòng thủ sông Như Nguyệt
Do tiền đồn ở Ung Châu là căn cứ tập trung quân để nam tiến bị phá tan, nhà Tống phải điều động thêm nhân lực và lương thảo để thực hiện chiến tranh với Đại Việt.
Tháng 3 năm 1076, nhà Tống sai Tuyên phủ sứ Quảng Nam là Quách Quỳ làm Chiêu thảo sứ, Triệu Tiết làm phó, đem quân 9 tướng, hẹn với Chiêm Thành và Chân Lạp sang xâm lấn Đại Việt, nhưng quân Chiêm Thành và Chân Lạp không dám tiến vào Đại Việt. Quân Tống viễn chinh lên đến 10 vạn quân, một vạn ngựa và hai mươi vạn dân phu, khí thế rất mạnh mẽ, nhất là kỵ binh Tống, nhưng quân Tống muốn phát huy kỵ binh thì phải làm sao qua khỏi vùng hiểm trở, tới chỗ bằng, thì ngựa mới tung hoành được.
Tuyến phòng thủ của quân Đại Việt, Lý Thường Kiệt dựa vào sông núi, các đèo hiểm trở, các sông rộng và sâu. Từ trại Vĩnh Bình vào châu Lạng, phải qua dãy núi rậm, có đèo Quyết Lý, ở trên đường từ tỉnh Lạng Sơn đến Đông Mô ngày nay, vào khoảng làng Nhân Lý, ở phía bắc châu Ôn. Rồi lại phải qua dãy núi lèn (đá không phá đất), đá đứng như tường, ở giữa có đường đi rất hiểm: đó là ải Giáp Khẩu, tức là ải Chi Lăng, ở phía bắc huyện Hữu Lũng thuộc Lạng Sơn ngày nay. Về đường thủy, để chặn địch qua sông, quân Nam chỉ cần đóng thuyền ở bến Lục Đầu thì đi đường nào cũng rất tiện và chóng.
Các tướng lĩnh thuộc Man Động như: Nùng Quang Lãm, Nùng Thịnh Đức coi ải Hà Nội, Hoàng Kim Mãn và Sầm Khánh Tân giữ châu Môn, Vi Thủ An giữ châu Tô Mậu, Lưu Kỷ coi Quảng Nguyên khi quân Tống sang đã đầu hàng. Duy có phò mã Thân Cảnh Phúc giữ châu Quang Lang (Lạng Sơn) không những không chịu hàng mà còn rút vào rừng đánh du kích, giết rất nhiều quân Tống. Những tướng lĩnh này trước kéo quân qua đất Tống, đánh rất giỏi. Nhưng sau quân Tống tràn sang đánh báo thù, lúc đầu họ cự chiến, sau vì thất trận và vì sự dụ dỗ, nên đã đầu hàng, thậm chí như Hoàng Kim Mẫn còn chỉ đường bày mưu cho Tống. Sách Quế Hải Chí kể: "Viên tri châu Quang Lang là phò mã, bị thua, bèn trốn vào trong rừng Động Giáp, rồi du kích hậu phương quân Tống. Rình lúc bất ngờ đánh úp quân địch làm chúng rất sợ hãi".
Quân Tống tràn xuống, theo đường tắt qua dãy núi Đâu Đỉnh, tới phía tây bờ sông Phú Lương; trong khi đó, một cánh quân tách ra, vòng sang phía đông đánh bọc hậu quân Nam ở Giáp Khẩu (Chi Lăng) và thẳng tới sông Cầu.
Hoàng đế Lý Nhân Tông sai Lý Thường Kiệt đem quân đón đánh, lập chiến lũy sông Như Nguyệt để chặn quân Tống. Sông Cầu từ địa phận Cao Bằng chảy đến Lục Đầu, hợp với sông Bạch Đằng. Từ Lục Đầu ra đến biển, là một cái hào tự nhiên sâu và rộng, che chở cho đồng bằng nước Việt để chống lại tất cả mọi cuộc ngoại xâm đường bộ từ Lưỡng Quảng kéo vào. Đối với đường sá từ châu Ung tới Thăng Long, thì sông Bạch Đằng không can hệ, vì đã có sông Lục Đầu, là cái hào ngăn trước rồi. Trái lại, sông Cầu rất quan trọng. Thượng lưu sông Cầu qua vùng rừng núi rất hiểm. Chỉ có khoảng từ Thái Nguyên trở xuống là có thể qua dễ dàng, và qua rồi thì có đường xuôi. Nhưng sau sông, ở về phía tây có dãy núi Tam Đảo, là một cái thành không thể vượt. Chỉ có khoảng từ huyện Đa Phúc đến Lục Đầu là phải phòng ngự bờ nam mà thôi. Trong khoảng ấy, lại chỉ khúc giữa, từ đò Như Nguyệt đến chân núi Nham Biền, là có bến, có đường qua sông để tiến xuống miền nam một cách dễ dàng thẳng và gần.
Lý Thường Kiệt đem chủ lực chặn con đường từ trại Vĩnh Bình đến sông Nam Định (sông Cầu) bằng cách đặt những doanh đồn và phục binh ở hai ải tiếp nhau: ải Quyết Lý ở phía bắc châu Quang Lang và ải Giáp Khẩu (Chi Lăng) ở phía nam châu ấy. Nếu hai phòng tuyến ấy bị tan, thì phải cố thủ ở phòng tuyến thứ ba, tức là nam ngạn sông Nam Định. Để cản quân Tống qua sông, Lý Thường Kiệt sai đắp đê nam ngạc cao như bức thành. Trên thành, đóng tre làm giậu, dày đến mấy từng. Thành đất lũy tre, nối với dãy núi Tam Đảo, đã đổi thế sông Nam Định và bờ nam ngạn ra một dãy thành hào, che chở cả vùng đồng bằng Giao Chỉ. Thành hào ấy dài gần trăm cây số, khó vượt qua nhưng lại dễ phòng thủ hơn là một thành lẻ như thành Thăng Long.
Cùng lúc đó, thủy binh Tống do Hòa Mân và Dương Tùng Tiểu chỉ huy đã bị thủy quân Đại Việt do Lý Kế Nguyên điều động, chặn đánh ngoài khơi lối vào Vĩnh An. Quân Tống có kỵ binh mở đường tiến công quyết liệt, có lúc đã chọc thủng chiến tuyến quân Đại Việt tràn qua sông Như Nguyệt, nhưng quân Nam đều kịp thời phản kích, đẩy lùi quân Tống. Lý Thường Kiệt còn dùng chiến tranh tâm lý để khích lệ tinh thần quân Nam chiến đấu. "Đang đêm, nghe tiếng vang trong đền đọc bài thơ ấy, quân ta đều phấn khởi. Quân Tống sợ, táng đảm, không đánh đã tan".
Quân Tống tiến không được, thoái không xong, hao mòn vì chiến sự và khí hậu, không được thủy quân tiếp viện. Quân Đại Việt lại tập kích, doanh trại của Phó tướng Triệu Tiết bị phá, dù quân Tống cũng giết được hai tướng Đại Việt là Hoàng Chân và Chiêu Văn. Quân Tống 10 phần chết đến 6, 7 phần.
Lý Thường Kiệt biết tình thế quân Tống đã lâm vào thế bí, mà người Việt bị chiến tranh liên miên cũng nhiều tổn thất, nên sai sứ sang xin "nghị hòa" để quân Tống rút về. Quách Quỳ vội chấp nhận giảng hòa và rút quân. Sách Việt Sử kỷ yếu của Trần Xuân Sinh dẫn cổ sử nói về nội tình của nhà Tống về sự kiện này: Triều thần nhà Tống cho rằng "Cũng may mà lúc đó địch lại xin giảng hòa, không thì chưa biết làm thế nào".
Hoàng Xuân Hãn, tác giả sách Lý Thường Kiệt đã bình phẩm: "Giả như các mặt trận đầu có quân trung châu, thì thế thủ xếp theo trận đồ của Lý Thường Kiệt đã dàn ra, có lẽ đánh bại Tống từ đầu."

### Chiến tranh với Chiêm Thành
Xem thêm: Chiến tranh Việt-Chiêm 1069

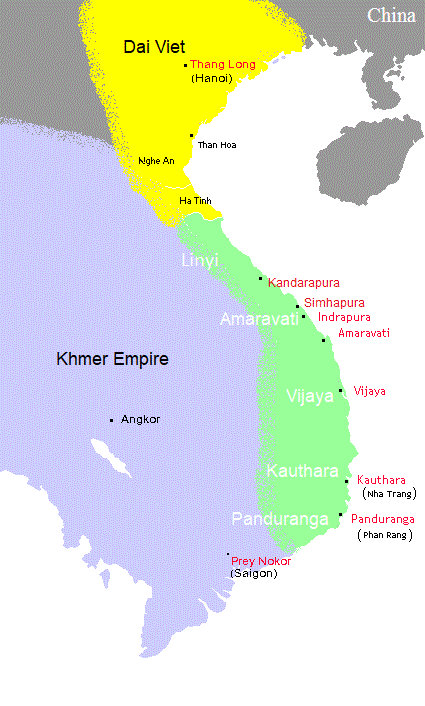
Nhà Lý màu vàng, Chiêm Thành màu xanh lá cây, Nhà Tống màu xám, Angkor màu tím.

Dưới thời Lý Thánh Tông, Lý Thường Kiệt đã tham gia cuộc tấn công Chiêm Thành năm 1069. Ông cầm quân truy đuổi và bắt được vua Chiêm là Chế Củ (Rudravarman 4).
Dưới thời Lý Nhân Tông, ngoài việc cầm quân đánh Tống, ông còn tiến công Chiêm Thành vào năm 1075 nhưng không thu được thắng lợi.
Những năm cuối đời, ông còn cầm quân đi đánh Lý Giác ở Diễn Châu (1103). Năm 1104, vua Chiêm Thành là Chế Ma Na (Jaya Indravarman 2, 1086-1113) đem quân đánh và lấy lại 3 châu Địa Lý v.v... mà vua Chế Củ đã cắt cho Đại Việt. Đến đây, Lý Thường Kiệt một lần nữa kéo quân đi đánh, phá tan quân Chiêm, Chế Ma Na lại nộp đất ấy cho Đại Việt.

## Cuối đời
Non sông sạch bóng quân thù. Lúc này vua mới 12 tuổi, Lý Thường Kiệt lại tiếp tục gánh trách nhiệm lớn của triều đình trong công cuộc xây dựng đất nước, chăm lo đời sống nhân dân. Ông đã cho tu bổ đê điều, đường sá, đình chùa hư hỏng trong chiến tranh và tiến hành nhiều biện pháp nhằm cải tổ bộ máy hành chính trong toàn quốc.
Năm 1082, ông thôi chức Thái úy và được cử về trị nhậm trấn Thanh Hóa. Làm việc ở đây suốt 19 năm trời, đến năm 1101 thì vua Lý Nhân Tông lại mời ông trở lại về triều giữ lại chức Nội thị phán thủ đô áp nha hành điện nội ngoại đô tri sự. Lúc này ông đã 82 tuổi.
Già rồi, nhưng ông vẫn tình nguyện cầm quân đi đánh giặc Lý Giác ở Diễn Châu (năm 1103), dẹp giặc Chiêm Thành quấy nhiễu ở Bố Chính (năm 1104). Ông còn tổ chức lại quân đội, duyệt đổi lại các đơn vị từ cấm binh đến dân quân.
Tháng 6 năm Ất Dậu (1105), Thái úy Lý Thường Kiệt mất, thọ 86 tuổi. Lý Nhân Tông truy phong ông làm Nhập nội điện đô tri Kiểm hiệu Thái úy bình chương Quân quốc trọng sự (入内殿都知檢校太尉平章軍國重事), tước Việt quốc công (越國公), thực ấp 10.000 hộ và cho người em là Lý Thường Hiến được kế phong tước Hầu.

## Thân thế Hoạn quan

### Nghiên cứu của Hoàng Xuân Hãn
Có một tranh cãi rất lớn về thông tin Lý Thường Kiệt là hoạn quan. Một số ý kiến cho rằng, "hoạn quan" là [Sĩ hoạn; 仕宦], tức là "người thuộc tầng lớp làm quan" để ám chỉ xuất thân nhà nhà làm quan của ông, và phủ định việc Lý Thường Kiệt là hoạn quan. Tuy nhiên, theo dẫn chứng của Hoàng Xuân Hãn, Lý Thường Kiệt đúng là một hoạn quan, và rất có thể ông đã tự hoạn mình để có thể đạt được danh tiếng trên con đường sự nghiệp của mình.
Phần "Vào cấm đình" thuộc Chương I: Gốc tích của Hoàng Xuân Hãn đưa ra rất nhiều bằng chứng về vấn đề này:
| “                                                                                             | Năm lên 23 tuổi, là năm Tân Tỵ (1041), niên hiệu Can Phù Hữu Đạo đời Lý Thái Tông, ông (Lý Thường Kiệt) được bổ vào ngạch thi vệ để hầu vua, và sung chức Hoàng môn chỉ hậu. Chức này là một chức hoạn quan. Như trên đã nói, ông cưới vợ mấy năm về trước. Thế thì, vì lẽ gì ông lại tĩnh thân để làm quan hoạn? Về việc này có nhiều thuyết. Bia LX dựng đời Lý, chỉ nói tóm tắt rằng: "Lúc ông còn nhược quán, được cử vào cấm thát hầu Thái Tông hoàng đế". Hai chữ "nhược quán" nghĩa là tuổi vào khoảng hai mươi, gần đúng như lời bia NBS. Sách VĐƯL đời Trần, chép rằng: "Vì ông có dáng mặt đẹp, nên mới tĩnh thân mà sung vào chức Hoàng môn chỉ hậu". Theo hai sử liệu xưa trên, thì ông tự yếm mà làm quan hoạn. Nhưng bia NBS có kể lại rằng: "Về việc này, có hai thuyết. Một thuyết: lúc vua Lý Thái Tông đánh bắt được Nùng Trí Cao rồi lại thả ra (1041), ông nhất thiết can; vua cho là thất lễ, bèn phạt bắt tĩnh thân. Sau khi ông trở về nhà, vua lại triệu vào hầu cận". Thuyết thứ hai là thuyết đã thấy ở sách VĐUL; rằng: Vua thấy mặt mũi đẹp đẽ, cho ông tiền ba vạn, bảo tự yếm. Lý Thường Kiệt đã tự yếm; đó là một sự thật, vì tuy thần tích có nói ông đã lấy vợ, mà sau, sử ta cũng như sách Mộng khê bút đàm của người Tống đều nói ông là một hoạn quan. Thuyết nói ông vì can vua mà bị nhục hình, thì chắc sai. Việc bắt và tha Nùng Trí Cao là vào tháng 11 năm Tân Tỵ, 1041. Và cũng năm ấy ông được vào cấm thát. Không lẽ trong hai tháng cuối năm, mà ông bị phạt nặng rồi được cất lên cao như thế. Vả không lẽ vua vừa tha và phong hầu cho một nghịch thần, mà lại bắt tự yếm một người tôi trung, trẻ tuổi. Thuyết sau có lý hơn. Hoạn quan xưa nay nhiều quyền thế, vì thường ngày được ở cạnh vua. Nhất là từ đời Đường, hoạn quan lại càng được thế. Khi trước, tuy được vua tin nghe, những hoạn quan cũng thường chỉ hành động trong cung thất. Từ đời Đường, thì được công nhiên cầm chính quyền hay làm đại tướng. Vì những lẽ ấy, đời sau lắm kẻ tự tĩnh thân để được chọn. Đối với Lý Thường Kiệt, có đặc biệt hơn là được vua ban tiền và sai làm. Ông nghe lời. Bấy giờ ông 23 tuổi. Không biết bà vợ ra sao, hay là lúc ấy đã mất rồi. Không sách nào nói đến. Ông vào cấm thát. "Chưa được một kỷ (12 năm), tiếng nổi nội đình" (bia LX). Được thăng nhiều lần, lên đến chức Đô tri, ông coi tất cả mọi việc trong cung (VĐUL và bia NBS). Năm Lý Thánh Tông lên ngôi (1054, ông 36 tuổi), vì đã có công phù dực, ông được thăng chức Bổng hành quân hiệu úy, tức là một chức võ quan cao cấp. Hằng ngày, ông hầu cận bên vua, hiến việc tốt, can việc xấu, giúp vua hết mọi cách. Vì cần lao giúp rập, nên được cất lên chức Kiểm hiệu thái bảo (bia LX), tức là một chức tại triều rất cao. | ” |
| — Phần "Vào cấm đình" của Chương I: Gốc tích của sách Lý Thường Kiệt, tác giả Hoàng Xuân Hãn. | |   |

### Sách sử ghi nhận
Hầu hết các sách sử Việt Nam xuất hiện từ thời Lê sơ cùng nhà Nguyễn, và khi chép về Lý Thường Kiệt cũng đã xác nhận ông là một hoạn quan, hay gọi là Quan giám. Cụ thể như sau:
- Việt điện u linh tập[31] - Thái úy Trung Phụ Dũng Vũ Uy Thắng công:"Ông nhiều mưu lược, có tài tướng soái, lúc nhỏ phong tư tuấn nhã, có tiếng khen ra ngoài, được sung làm chức Hoàng Môn Ký Hầu...Tiếm bình: Lý Thái úy là một quan Trung Thường Thị. Trải thời ba triều, thủy chung không có tì vết, phương Bắc bẻ gãy được nhà Tống lớn, phương Nam bình được nước Chiêm mạnh, kể cái công nghiệp ở triều miếu thì giống như Lê Phụng Hiểu, Lý Đạo Thành. Sống làm danh tướng, chết làm danh thần, thật là không lấy gì làm thẹn mặt vậy; ai bảo trong phường quan Giám lại không có nhân vật xuất sắc như thế, công nghiệp vĩ đại như thế!"
- Đại Việt sử ký toàn thư - Trần triều Thái Tông hoàng đế bản kỷ:"Mùa đông, tháng 10, ban tiền cho Phạm Ứng Mộng, bảo tự hoạn để vào hầu. Trước đó, vua nằm mơ đi chơi thấy thần nhân chỉ một người bảo vua: "Người này có thể làm Hành khiển". Tỉnh dậy, không biết là người nào. Một hôm tan buổi chầu, vua ngự ra ngoài thành, thấy một người con trai theo học ở cửa nam thành, hình dáng giống hệt người trong mộng, vua gọi đến hỏi, người đó ứng đối giống như những lời trong mộng. Vua muốn trao cho chức Hành khiển, nhưng thấy khó, mới cho 400 quan tiền bảo tự hoạn, ban tên là Ứng Mộng. Sau này thăng dần đến chức Hành khiển. Đó là bắt chước lệ cũ của triều Lý, dùng Lý Thường Kiệt và Lý Thường Hiến vậy".
- Đại Việt sử ký tiền biên - Lý triều Nhân Tông hoàng đế bản kỷ:"Mùa hạ tháng 6, Thái úy Lý Thường Kiệt mất. Lý Thường Kiệt nhiều mưu lược có tài làm tướng. Khi còn ít tuổi, vì có tướng mạo đẹp, tự thiến sung chức Hoàng môn chi hậu..."
- Lịch triều hiến chương loại chí:"Ông người ở phường Thái Hòa, thành Thăng Long. Lúc trẻ dáng điệu bảnh bao, tự thiến mình, được sung chức Hoàng môn chi hậu".
- Khâm định Việt sử thông giám cương mục:"Giáp Dần, năm thứ 4 (1254). (Tống, năm Bảo Hựu thứ 2). Tháng 10, mùa đông. Nhà vua bắt Phạm Ứng Mộng tự thiến mình để vào hầu trong cung cấm. Nhà vua chiêm bao thấy mình đi chơi, gặp thần nhân trỏ vào một người mà bảo vua rằng: "Người này có thể làm hành khiển được". Lúc tỉnh dậy, nhà vua ghi lấy việc ấy. Một hôm, sau khi tan chầu rồi, vua ra chơi ngoài thành, thấy một người con trai đi từ phía nam lại, trông hệt như người mà mình đã thấy trong lúc chiêm bao. Gọi lại hỏi, người ấy đối đáp cũng như những lời đã nói trong lúc chiêm bao. Ý nhà vua muốn cho làm Hành khiển, nhưng nghĩ khó khăn không biết làm thế nào cho hợp lệ, liền ban cho bốn trăm quan tiền để tự thiến mình, đặt tên cho là Ứng Mộng, sau thăng dần lên đến chức Hành khiển. Việc này có lẽ bắt chước như việc dùng Lý Thường Kiệt, Lý Thường Hiến ở triều nhà Lý".
- Đại Nam thực lục - Đệ nhị kỷ chép lời bàn của vua Minh Mạng:"Ất Mùi, Minh Mệnh năm thứ 16... Tựu trung Lý Thường Kiệt nhà Lý tuy ưu việt về phần võ lược, nhưng xuất thân từ hoạn quan".

Dù cho nhiều ý kiến trái chiều về sự thật về thân thế hoạn quan của Lý Thường Kiệt, cũng như tất cả các sách đều là từ sau thời nhà Hậu Lê - khoảng thời đại chuộng Nho giáo nhất trong lịch sử Việt Nam. Thế nhưng cơ bản có thể thấy được việc ông là hoạn quan đã được [công nhận một cách chính thức] từ rất nhiều bộ sử lớn, ít nhất là với quan niệm của người Việt từ thời Hậu Lê trở đi.

## Bài thơ Nam quốc sơn hà
Nam quốc sơn hà là bài thơ chưa rõ nguồn gốc tác giả mà nhiều tài liệu dân gian cho là của ông đang đêm sai người tâm phúc đọc vang trong đền thờ Trương Hống, Trương Hát (thuộc địa phận sông Như Nguyệt, khúc sông Cầu, huyện Yên Phong, lộ Bắc Ninh, nay là huyện Yên Phong, tỉnh Bắc Ninh). Bài thơ được coi là một bản tuyên ngôn độc lập đầu tiên trong lịch sử dân tộc để cổ vũ tinh thần chiến đấu của quân Đại Việt chống lại quân Tống lần thứ 2.

### Bản gốc
Nguyên bản chữ Hán:
南國山河
南 國 山 河 南 帝 居
截 然 定 分 在 天 書
如 何 逆 虜 來 侵 犯
汝 等 行 看 取 敗 虛
Bản phiên âm Hán-Việt:
Nam quốc sơn hà
Nam quốc sơn hà Nam đế cư,
Tiệt nhiên định phận tại thiên thư.
Như hà nghịch lỗ lai xâm phạm,
Nhữ đẳng hành khan thủ bại hư.
Dịch thơ:
Sông núi nước Nam
Sông núi nước Nam vua Nam ở,
Rành rành định phận tại sách trời.
Cớ sao lũ giặc sang xâm phạm?
Chúng bay sẽ bị đánh tơi bời.

## Nhận định

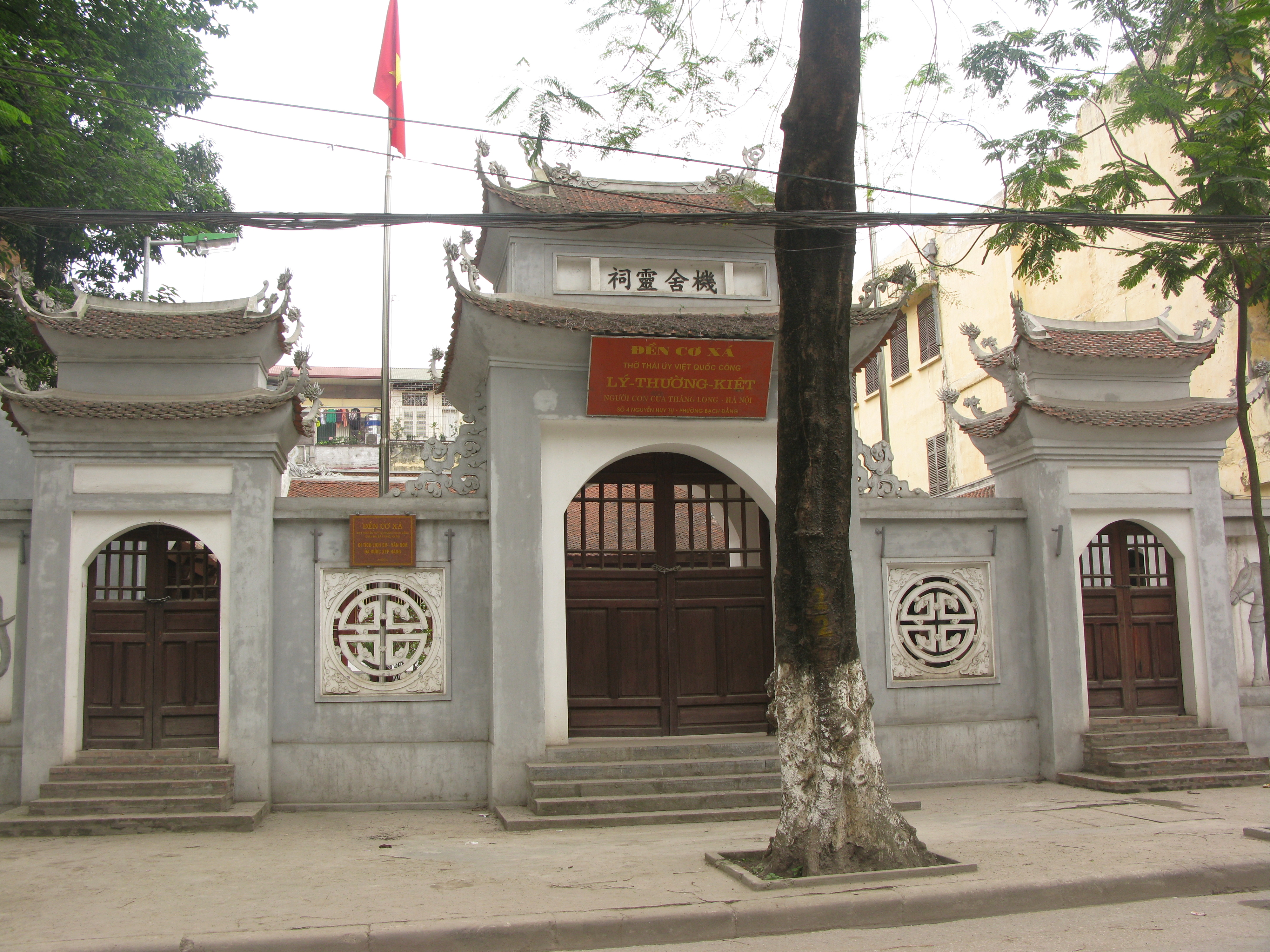
Cơ Xá Linh Từ - đền thờ Lý Thường Kiệt - ở phố Nguyễn Huy Tự phường Bạch Đằng (đất làng Cơ Xá cũ) quận Hai Bà Trưng, Hà Nội.

Trong Bài bia ký chùa Báo Ân núi An Hoạch, Chu Văn Thường – một quan chức ở quận Cửu Chân, trấn Thanh Hóa đời Lý Nhân Tông ca ngợi Lý Thường Kiệt:
| “                | Nay có Thái úy Lý công, giúp vua thứ tư triều Lý... Ông đứng trước tiết lớn, vâng mệnh phù nguy, là người có thể gửi gắm đứa con côi, ủy thác mệnh lệnh ngoài trăm dặm. Rồi đó ông thề trước ba quân: phía Bắc đánh quân Tống xâm lược, phía Tây đánh bọn không lại chầu, giỏi thắng địch bằng sách lược bảy lần bắt bảy lần đều thả. Đâu phải riêng nhà Hán có công huân Hàn, Bành, nước Tề có sự nghiệp Quản, Án. Riêng ông giúp vua thì nước nhà giàu thịnh nhiều năm. Đó chính là công tích rực rỡ của đạo làm tôi có thể để lại nghìn đời sau vậy. | ” |
| — Chu Văn Thường | |   |

Bia chùa Linh Xứng núi Ngưỡng Sơn cũng ca ngợi ông:
| “                    | Làm việc thì siêng năng, điều khiển dân thì đôn hậu, cho nên dân được nhờ cậy. Khoan hòa giúp đỡ trăm họ, nhân từ yêu mến mọi người, cho nên nhân dân kính trọng. Dùng uy vũ để trừ gian ác, đem minh chứng để giải quyết ngục tụng, cho nên hình ngục không quá lạm. Thái úy biết rằng dân lấy sự no ấm làm đầu, nước lấy nghề nông làm gốc, cho nên không để nỡ thời vụ. Tài giỏi mà không khoe khoang. Nuôi dưỡng đến cả những người già ở nơi thôn dã, cho nên người già nhờ thế mà được yên thân. Phép tắc như vậy có thể là cái gốc trị nước, cái thuật yên dân, sự tốt đẹp đều ở đấy cả. | ” |
| — Bia chùa Linh Xứng | |   |

Sử thần nhà Lê Trung hưng Ngô Thì Sĩ, trong sách Việt sử tiêu án, đã đề cao Lý Thường Kiệt qua việc so sánh chiến công đánh Tống của ông với các chiến thắng của Ngô Quyền, Lê Đại Hành và Trần Hưng Đạo: 
| “                 | Nước ta đánh nhau với quân nước Trung Hoa nhiều lần, từ vua Nam Đế trở về trước, việc đã lâu rồi, sau này vua Ngô Tiên Chúa đánh Bạch Đằng, vua Lê Đại Hành đánh trận Lạng Sơn, vua Trần Nhân Tôn đánh đuổi được Toa Đô, Thoát Hoan, những trận được vẻ vang đó là câu chuyện hãnh diện của nước ta, nhưng đều là giặc đến đất nước, bất đắc dĩ mà phải ứng chiến. Còn đến đường đường chính chính đem quân vào nước người, khi đánh không ai địch nổi, khi kéo quân về không ai dám đuổi theo, như trận đánh Ung Liêm này thật là đệ nhất võ công, từ đấy người nước Tầu không dám coi thường chúng ta, đến những đồ cống, hình thức thơ từ, không dám hà trách, chỉ sợ lại sinh ra hiềm khích. Đến thơ từ của nước ta đưa cho Trung Hoa chỉ dùng có hai tấm ván sơn đen, liệt tên vài vị đại thần dùng ấn tín Trung thư môn hạ mà đóng vào, thế thì triều Lý được trịch với Tống nhiều lắm. | ” |
| — Việt sử tiêu án | |   |

Sử gia đời Nguyễn Phan Huy Chú trong sách Lịch triều hiến chương loại chí, quyển IX, có nhận xét về vị trí của Lý Thường Kiệt so với các nhà chính trị, quân sự khác của Đại Việt thời Lý:
| “              | Danh tướng triều Lý chỉ có Lê Phụng Hiểu, Lý Thường Kiệt là hơn cả. Công dẹp nạn, mở mang bờ cõi của hai người rõ rệt đáng ghi, không hổ là bậc tướng có tiếng và tài giỏi. Còn như Đào Cam Mộc giúp vua lên ngôi, Tông Đản đánh giặc, dẫu có công lao một thời, nhưng mưu lược không rõ rệt; công việc trong lúc làm quan không thấy gì cho nên không chép. | ” |
| — Phan Huy Chú | |   |

Đào Cam Mộc và Tôn Đản không muốn tham dự triều chính, mỗi lần đánh giặc xong thì về ở trang trại vui thú điền viên, nên không nổi danh về đường quan trường (theo tài liệu nghiên cứu từ nhiều nguồn của Trần Đại Sĩ).

## Trong văn hoá đại chúng
| Năm  | Tác Phẩm         | Diễn Viên      | Thể Loại |
| ---- | ---------------- | -------------- | -------- |
| 2009 | Ngàn Năm Tình Sử | NSUT Thành Lộc | Kịch nói |